# Родригес, Денис
Денис Эмануэль Родригес (исп. Denis Emanuel Rodríguez; род. 21 марта 1996, Росарио, Санта-Фе) — аргентинский футболист, полузащитник.

## Клубная карьера
Родригес — воспитанник клуба «Ньюэллс Олд Бойз». 12 июля 2015 года в матче против «Расинга» он дебютировал в аргентинской Примере. 29 сентября в поединке против «Эстудиантеса» Денис забил свой первый гол за «Ньюэллс Олд Бойз». Летом 2016 года Родригес на правах аренды перешёл в «Ривер Плейт». 2 октября в матче против «Велес Сарсфилд» он дебютировал за новую команду. В составе «Ривер Плейта» Денис дважды выиграл Кубок Аргентины.

## Достижения
«Ривер Плейт»
- Обладатель Кубка Аргентины (2): 2016, 2017